# 군사공학
군사공학 또는 공병학은 군사 작업을 설계 및 구축하고 군사 수송 및 군사 통신 라인을 유지하는 기술, 과학 및 실습으로 느슨하게 정의된다. 군사 엔지니어는 군사 전술 뒤에 있는 병참도 담당한다. 현대 군사공학은 토목공학과 다르다. 20세기와 21세기의 군사 공학에는 화생방 방어와 기계 및 전기 공학 기술과 같은 기타 공학 분야도 포함된다.
북대서양 조약 기구(NATO)에 따르면 "군사공학은 부품이나 서비스에 관계없이 물리적 작전 환경을 형성하기 위해 수행되는 공병 활동이다. 군사 공학은 공병 지원과 같은 군사 공학 기능을 포함하여 기동 및 군대 전체에 대한 지원을 포함한다. 보호, 즉석 폭발 장치, 환경 보호, 엔지니어 정보 및 군사 수색. 군사 공학은 차량, 선박, 항공기, 무기 시스템 및 장비를 유지, 수리 및 운영하는 '엔지니어'가 수행하는 활동을 포함하지 않는다."
군사공학은 사관학교나 군사공학학교에서 가르치는 학문 과목이다. 군사공학과 관련된 건설 및 철거작업은 공병이나 개척자로 훈련받은 군인을 포함한 군공병이 주로 수행한다. 현대 군대에서는 전투에서 전진하고 공격을 받는 동안 이러한 임무를 수행하도록 훈련받은 군인을 종종 전투공병이라고 부른다.
일부 국가에서는 군 공병이 평시에 홍수 통제, 하천 항해 작업과 같은 비군사적 건설 작업을 수행할 수도 있지만 이러한 활동은 군 공병의 범위에 속하지 않는다.

## 같이 보기
관련 주제
- 베일리교
- 방어시설
- 군사사
- 군사 기술
- 공성무기

저명한 군사공학자
- 묵자
- 레슬리 그로브스
- 세바스티앙 르 프레스트르 드 보방
- 찰스 조지 고든
- 비트루비우스
- 타데우시 코시치우슈코
- 레오나르도 다 빈치
- 로버트 E. 리
- 더글러스 맥아더
- 조지 워싱턴
- 프리츠 토트